# Svetilnost
Svetílnost (oznaka I) je fizikalna količina, definirana kot razmerje med svetlobnim tokom P, ki ga seva svetilo v dan prostorski kot Ω okrog izbrane smeri, ter tem prostorskim kotom:
{\displaystyle I={\frac {\mathrm {d} P}{\mathrm {d} \Omega }}\,\!.}
Svetilnost svetila, ki seva enakomerno v polni prostorski kot, je enaka kar svetlobnemu toku, deljenim s 4 π. 
Mednarodni sistem enot predpisuje za merjenje svetilnosti v fizikalnem merilu izpeljano enoto vat/steradian (oznaka W ali W/sr), za merjenje svetilnosti v fiziološkem merilu pa osnovno enoto kandela (oznaka cd). Slednja je določena kot svetilnost, ki jo v dani smeri izseva izvor enobarvnega valovanja s frekvenco 540 ×1012 hercev (Hz), ki v vsak steradian prostorskega kota izseva 1/683 wattov moči v fizikalnem merilu.
Za izotropni izvir, ki seva na vse strani enako, velja:
{\displaystyle I={\frac {P}{4\pi }}\,\!,}
saj je 4π polni prostorski kot in je svetilnost neodvisna od smeri. Pri takšnem izviru je svetlobni tok določen s svetilnostjo kot:
{\displaystyle P=4\pi I\,\!.}
Anizotropni izvir ne seva na vse strani enako, tako da je njegova svetilnost odvisna od smeri. Svetlobni tok v tem primeru podaja enačba:
{\displaystyle P=\int I\,\mathrm {d} \Omega =2\pi \left[1-\cos \left({\frac {\alpha }{2}}\right)\right]I\,\!,}
kjer je α vpadni kot.